# Cantó de Valençay
El cantó de Valençay és un cantó al districte de Châteauroux (departament d'Indre, regió del Centre) que compta amb nou municipis: Faverolles, Fontguenand, Langé, Luçay-le-Mâle, Lye, Valençay (cap cantonal), La Vernelle, Veuil, Vicq-sur-Nahon i Villentrois.